# Emberiza schoeniclus

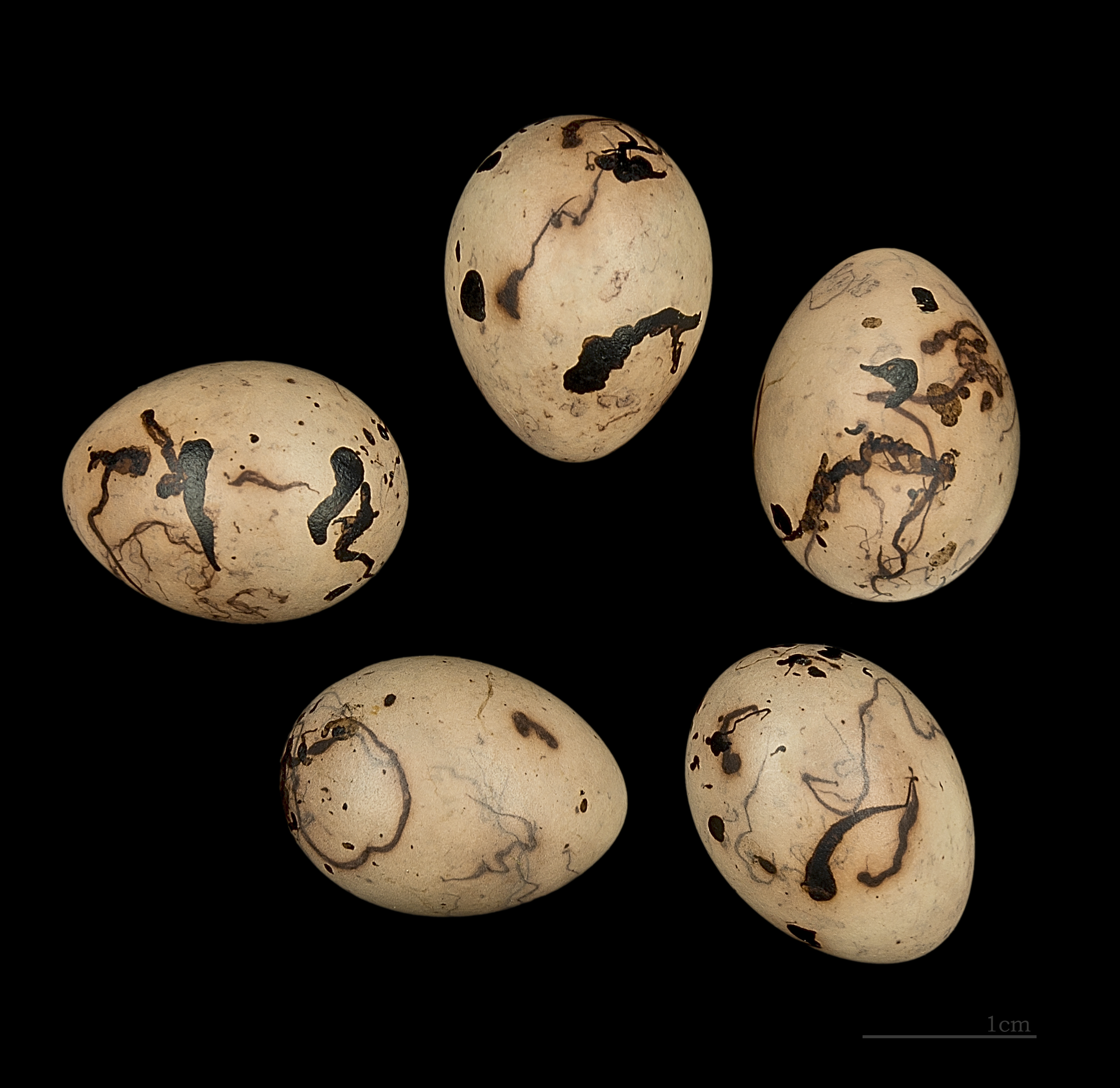
Huevos de Emberiza schoeniclus

El escribano palustre (Emberiza schoeniclus) es una especie de ave paseriforme de la familia Emberizidae que puebla los humedales de buena parte de Europa y el norte de Asia. 
En España se realizó el primer censo de esta ave en 2005, con el resultado de menos de cuatrocientas parejas reproductoras (110 en 2019).
En la península ibérica se pueden encontrar tres subespecies:
- Emberiza schoeniclus schoeniclus, común en Europa occidental y presente como invernante
- la iberoccidental Emberiza schoeniclus lusitanica, considerada en peligro crítico de extinción
- la iberoriental Emberiza schoeniclus witherbyi, considerada en peligro

Esta especie ha sido considerada por la SEO Ave del Año 2009.